# تفجير مسجد الإمام علي
تفجيرات النجف 2003 هو هجوم بسيارة مفخخة استهدف آية الله محمد باقر الحكيم الزعيم الروحي للمجلس الأعلى للثورة الإسلامية في العراق عند خروجه من مرقد الإمام علي بن أبي طالب بعد إنهائه مراسيم صلاة الجمعة وأسفر الهجوم عن مقتل 95 شخصًا كانوا يؤدون صلاة الجمعة في مرقد الإمام علي، ومن بين الضحايا محمد باقر الحكيم.
وتلى الانفجار موجة من المظاهرات المنددة والمستنكرة عمت بعض مدن العراق واتهم المتظاهرون البعثيين بتنفيذ الهجوم.

## المرتكبون
أعلن تنظيم القاعدة في العراق مسؤوليته عن الهجوم.
وطبقًا لمصادر رسمية أمريكية وعراقية فإن أبو مصعب الزرقاوي هو المسؤول عن اغتيال محمد باقر الحكيم. حيث اعترف أبو عمر الكردي وهو أكبر مصنعي القنابل لدى تنظيم القاعدة والذي اعتقل عام 2005 بتفخيخ السيارة المستخدمة بالهجوم .كما أن أبو مصعب الزرقاوي امتدح الهجوم عدة مرات من خلال تسجيلات صوتية.
في تشرين الأول/أكتوبر 2006 أدانت محكمة عراقية المدعو أوراس محمد عبد العزيز وهو أحد عناصر تنظيم القاعدة وحكمت عليه بالإعدام لتفجيره السيارة المفخخة. ونفذ فيه الحكم في تموز/يوليو 2007.